# L'Héritière de Birague
Pour les articles homonymes, voir Birague.
L'Héritière de Birague est un roman d'Honoré de Balzac publié en 1822 sous le pseudonyme de Lord R'Hoone (R'Hoone étant l'anagramme d'Honoré).
Dans un style gothique très influencé par Ann Radcliffe, et par la « frénésie » de Charles-Victor Prévost d'Arlincourt (dont l'auteur se moquera plus tard), il fait partie des œuvres de jeunesse de Balzac.
C'est une forme de roman noir à la mode de l'époque.
Littérature de pure fabrication, il fait partie des œuvres de jeunesse que Balzac renie dans son avant-propos de La Comédie humaine, de l'édition Furne-Houssiaux-Hetzel de juillet 1842, et qu'il refuse de voir associées à son nom. Ce n'est qu’à partir de 1868 que les frères Michel Lévy republient ce texte en édition illustrée luxueuse, avec les autres romans de jeunesse de l'auteur.